# Pterobryopsis ulei
Pterobryopsis ulei là một loài rêu trong họ Pterobryaceae. Loài này được (Müll. Hal. ex Broth.) M. Fleisch. mô tả khoa học đầu tiên năm 1905.